# سرهات بالچی
سرهات بالچی (به ترکی استانبولی: Serhat Balcı، تلفظ: [ˈseɾhat ˈbaɫdʒɯ])؛ زادهٔ ۱۵ مارس ۱۹۸۲) کشتی‌گیر پیشین اهل ترکیه در دسته‌های میان‌وزن و سنگین‌وزن کشتی آزاد است. او نایب‌قهرمان مسابقات قهرمانی کشتی جهان در سال ۲۰۱۱ و برندهٔ مدال برنز این مسابقات در ۲۰۰۹ است. بالچی همچنین برندهٔ مدال طلای بازی‌های مدیترانه ۲۰۰۵ است. او ملی‌پوش دستهٔ ۸۴ کیلوگرم ترکیه در المپیک ۲۰۰۸ پکن بود که به مقام پنجم دست یافت.